# テレメッセくまもと
『テレメッセくまもと』とは、NHK熊本放送局が1989年4月から2021年3月まで昼前に放送していた地域情報番組である。

## 概要
この番組は熊本県内の話題や季節のイベント、健康や生活、さらには料理に関する情報など、番組曰く「あなたの暮らしにプラスの情報」を15分間で伝えている。
前身番組は1989年から同局で放送されていた『暮らしのガイド』で、翌1990年にタイトルを『テレメッセひのくに』に変更。1997年からは『ひのくにワイド』と題して放送されていたが、10年後の2007年にタイトルを『テレメッセくまもと』に変更した。

## 放送時間
- 平日 11時45分 - 12時00分

## 出演者
いずれも熊本放送局の契約キャスターである。

### 最終回時点での出演者
- 猪﨑那紗
- 村上史

### 過去の出演者
- 高村麻衣
- 中村陽子（2004年度 - 2008年度）
- 藤田早織（2010年4月 - 2013年3月21日）
- 吉里香奈子
- 守屋夏子
- 谷崎すずな（2013年4月8日 - 2016年3月）
- 辻田桃子
- 野方美郷

## 番組の構成
- 11時45分：オープニング（福岡発の前座番組『はっけんTV』を飛び降り後、ステブレレスで開始）
- 11時46分：今日のテーマ・お知らせ
- 11時54分：全国の気象情報（東京からの同時ネット）
- 11時57分：熊本の気象情報
- 11時59分：エンディング
- 12時00分：番組終了、ステブレレスで正午の全国ニュースに接続

## 番組コーナー
※のついたコーナーは平日夕方放送の「クマロク!」でも放送されている。
- おいしかたいむ（料理コーナー）
- あれこれ小箱
  - 毎月第3木曜には肥後狂句を放送している。
- ぎゅっとくまもと
- 地域発信！ビデオレター※
  - 視聴者が撮影・投稿した熊本県内各地の地域の話題を紹介するコーナー。
- 田崎市場便り※
- 童謡これくしょん※
- 気象情報 - 11:54 - 11:57迄は東京から全国の気象情報、11:57 - 12:00は各局差し替え。ちなみに当番組では熊本県全域の予報を読み上げている。

など